# Карикатура

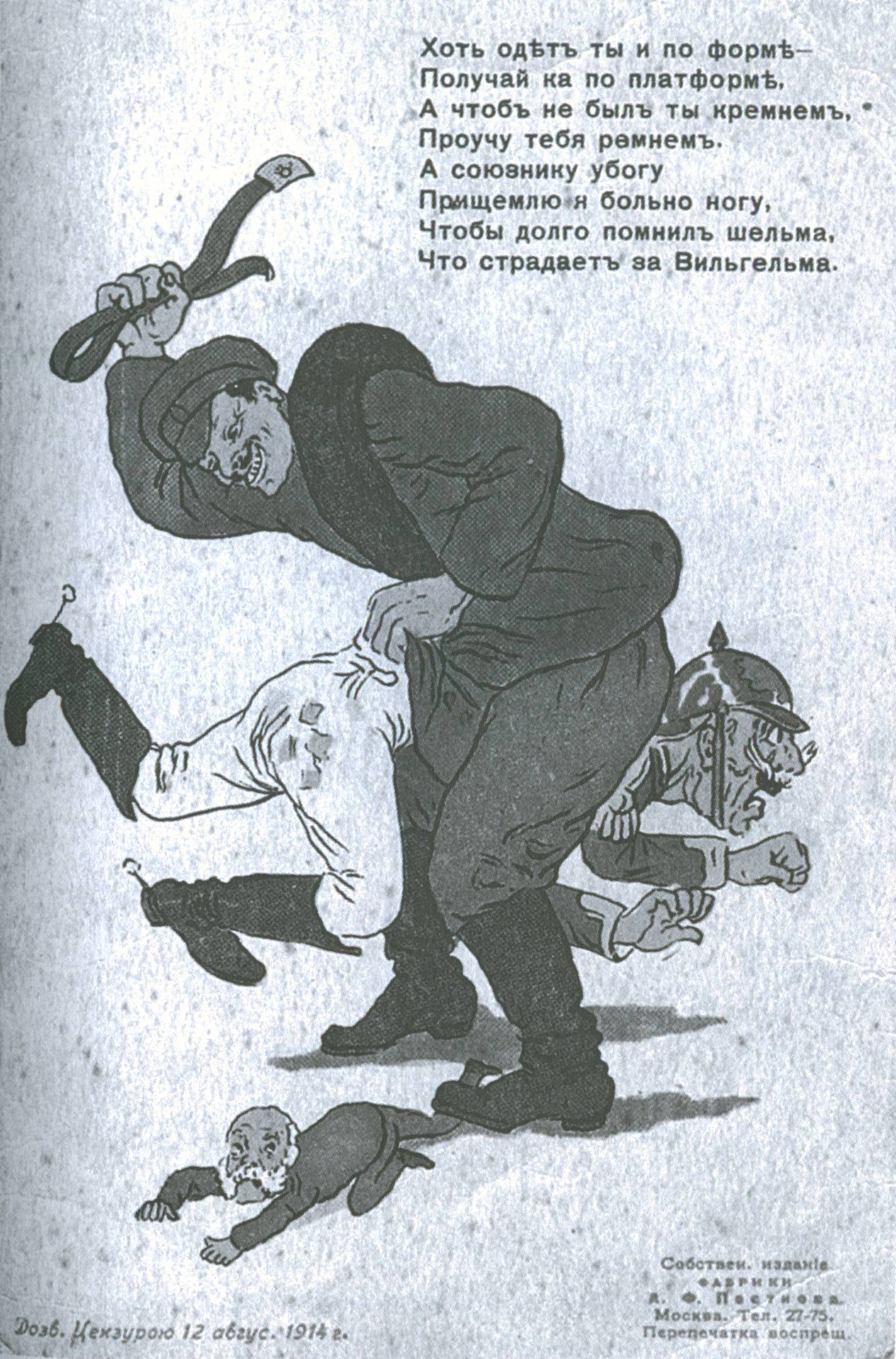
Русская карикатура времён Первой мировой войны

Карикату́ра (итал. caricatura, от caricare — нагружать, преувеличивать):
1. сатирическое или юмористическое изображение, в котором комический эффект создаётся преувеличением и заострением по мнению некоторых неприятных, ужасных черт, неожиданными сопоставлениями и уподоблениями;
2. жанр изобразительного искусства (обычно графики), являющийся основной формой изобразительной сатиры, в сатирической или юмористической форме изображает какие-либо социальные, общественно-политические, бытовые явления, реальные лица или характерные типы людей.

Близко с термином «карикатура» связаны такие понятия как лубок, шарж, гротеск и другое. Современная карикатура — это, как правило, сатирический или юмористический рисунок, графический анекдот (по аналогии с графической новеллой). По тематике различается: политическая карикатура, социальная, бытовая и так далее. Жанр карикатуры развивается во всём мире.
«Большая энциклопедия карикатуры» даёт определение понятию «современная карикатура»:
- по форме — линейная или контурная, насыщенная — штриховая, чёрно-белая или цветная, карикатура в единичном изображении или в многочисленных сюжетах (комикс, strip-cartoon),
- по содержанию — юмор (funny cartoon), сатира, шарж, чёрный юмор, карикатура как искусство или станковая карикатура (fine art cartoon), философская карикатура, странные предметы, и так далее.
- по технике и способу выполнения — графика, иллюстрация, коллаж, монтаж, фотография, плакат, живопись, реклама, анимация, скульптура и объёмные изображения, архитектура, инсталляция, перформанс, актинг,
- по области применения — различные виды полиграфической продукции (журнальная и книжная иллюстрация, календари, буклеты, почтовые марки и открытки, наклейки, печати, и так далее), реклама, анимация, и так далее.

В настоящее время международное признанное название caricature относится только к шаржам, утрированным портретам. А русское понятие «карикатура» обозначается в мировой практике другим словом — cartoon.

## В России
Известные отечественные художники-карикатуристы:
1917—1960-е годы.
Художники, работавшие над пропагандистскими плакатами и карикатурами в советских газетах — Черемных, Ротов, Семёнов, Бродаты, Дени, Кукрыниксы, Ефимов
Начало 1970-х годов.
Так называемый «юмор молодых» (не участвующие в агитпропаганде) — В. Коноплянский, И.Смирнов, В. Иванов, И. Макаров, В. Бахчанян, В. Песков, Ф. Куриц, В. Розанцев, С. Тюнин, Л. Тишков, М. Златковский, О. Теслер, А. Некрасов, И. Воробьёв, В. Скрылев, И. Копельницкий, В. Богорад, В. Дубов, Г. Огородников.
1980-е годы.
А. Меринов, А. Бильжо, А. Сергеев, братья Лемеховы, Г. Светозаров, В. Степанов, В. Земцов, С. Айнутдинов, И. Варченко, В. Дружинин, И. Анчуков.
1990—2000 годы.
В. Ненашев, Н. Кращин, С. Ёлкин, А. Попов, С. Дергачёв, В. Мисюк, М. Серебряков, Д. Полухин
Современные художники, работающие в жанре «шаржа»:
И. Макаров, В. Мочалов, В. Балабас, К. Куксо, братья В. и М. Ивановы, Николай Крутиков, Денис Лопатин.
Карикатура — один из древнейших видов рисунка. Она отображает проблемы общества и с ранних времён служила определённым методом самоутверждения над обидчиком. Так насмехались над врагами, так народ насмехался над своими властителями или поработителями. Обычно это был рисунок с грубыми искажениями черт обидчиков или пририсованными рогами, хвостом и т. д. Зарождение карикатуры в России произошло в XVII в. с народных лубочных картинок.
Известно, что император Наполеон очень остро реагировал на карикатуры про себя. В России в 1812 году во время Отечественной войны разгорелась целая полномасштабная карикатурная кампания против французского императора, а главнокомандующий русской армией Михаил Кутузов для распространения даже образовал при своём штабе особую типографию. Во время войн и военных конфликтов всегда широко используется так называемая плакатная карикатура, поднимающая патриотизм и боевой дух и оскорбляющая противоположную сторону.
Хотя карикатура существует с древних времён, карикатура как искусство появилась не сразу.

### В XIX веке
В России карикатура получила особое признание с 19 столетия.
Развитие карикатуры тесно связано с литературной публицистикой. Поначалу в газетах появлялись статьи с сатирическими рисунками на те или иные события с пояснительным текстом. Постепенно, с течением времени, стали публиковаться рисунки и без сопроводительного и объясняющего текста, сюжет рисунка был понятен и без слов. Но царская цензурная охранительная система внимательно следила за политическим аспектом их и не допускала никакой свободы в оскорблении власть имущих. Однако развитие жанра уже невозможно было остановить. Безымянные карикатуры передавались друг другу, а иногда особо едкие перерисовывались.

Но и официальная карикатура развивалась. Постепенно сатирические рисунки стали занимать всё больше газетной территории. Сатирические и юмористические отделы открывались в серьёзных общественных периодических изданиях, например, в журнале «Сын Отечества» (с 1812 до 1852 года), где обязательно какое-то место отводилось рисункам. Стали появляться отдельные рисованные издания. Направленность их часто ограничивалась окружающей бытовой обстановкой и избегала политической тематики. Осмеянию в первую очередь предавали мелких чиновников-казнокрадов, торговцев или артистов неудачно исполненных ролей. В качестве сюжета также использовались не проверенные сплетни, которых всегда бывало в избытке в столичном обществе. Известно, что именно таким образом, сомнительного вкуса карикатурами, доводили до отчаяния великую драматическую актрису Варвару Асенкову (1817—1841) её завистницы по сцене: 
 «Скандал, разгоравшийся вокруг имени талантливой актрисы, с годами приобретал всё больший размах. Не проходило и дня, чтобы в столичных газетах не появлялись карикатуры на Асенкову, намекавшие на двусмысленные связи и сплетни».
Сейчас, уже в наше время, по воспоминаниям современников, досконально известно, что всё это были досужие вымыслы, разжигаемые интригами и специально проплаченные, сейчас уже известно, и кто за ними стоял, но в то время несправедливые сатирические удары воспринимались публикой доверчиво и довели Варвару Асенкову до ранней смерти. Об этом писали Каратыгин (П. Каратыгин, Записки, новое издание по рукописи под ред. Б. Казанского, тт. 1—2, Л., 1929—1930) и Панаева (А. Панаева. Воспоминания. — М.: «Захаров», 2002. — 448 с. — ISBN 5-8159-0198-9). Карикатура таким образом могла стать и средством достижения чьих-то корыстных и завистливых целей. Цензура жёстко следила за непоявлением сатиры на царствующих особ, а в оскорблениях в адрес бессильной актрисы не усматривала нарушений.
В середине XIX в. в России появился целый ряд сатирических журналов. Одним из таких изданий стал журнал «Ералаш» — русский иллюстрированный сатирический журнал, основанный художником М. Л. Неваховичем и выходивший в Петербурге с 1846 по 1849 гг. Журнал в сатирической форме отражал явления общественной русской столичной жизни и быта, а также все происходившие в сфере искусства и чиновничества; также много места занимали карикатуры на современных деятелей культуры: писателей, артистов. Многие рисунки в журнале были выполнены самим издателем, но также там сотрудничали и другие художники: Н. А. Степанов, И. И. Пальм. Однако, жизнь этого издания была короткой в связи с кончиной самого издателя. Периодичность журнала была 4 номера в год и всего вышло 16 номеров. Художник Н. А. Степанов (1807—1877) через некоторое время, в 1865 году начал издавать свой сатирический журнал «Будильник». Этот журнал вошёл в историю российской культуры в первую очередь тем, что там публиковались первые юмористические рассказы А. П. Чехова под псевдонимом Антоша Чехонте и Брат моего брата. Но именно там появлялись и карикатуры художника Дмитрия Орлова, получившего известность под псевдонимом Моор, а также будущего знаменитого архитектора Фёдора Шехтеля под псевдонимом Финь-Шампань, а также рисунки А. Н. Лебедева, в этом жанре прославились и другие художники: М. О. Микешин (1835—1896), В. С. Шпак (1847—1884), Н. В. Иевлев (1834—1866), П. М. Шмельков (1819—1890), Н. П. Чехов, А. Ф. Афанасьев и т. д. Их карикатуры также печатали и другие издания того времени: «Иллюстрированный альманах», «Стрекоза», «Шут», «Зритель», «Искра», «Гудок» «Сверчок», «Москва», «Осколки» и др.
Но всё более накаляемая в Российской империи общественная обстановка заставила непритязательные юмористические издания заинтересоваться политическими аспектами российской жизни.

Из книги: Карина Грет (KARINE GRETH) «LE DESSIN DE CARICATURE EN RUSSIE COMME MIRROIR DES REPRESENTATIONS», 2002—2003 (перевод с французского представлен под адресу: http://www.cartoonblues.com/forum/viewtopic.php?f=3&t=4049): 
«Первая предреволюционная карикатура относится к 1900 году. На рисунке в виде социальной пирамиды изображается трудное положение рабочих и безземельных крестьян того времени. С революцией 1905 года свобода слова достигает своего пика, что позволило журналистам и издателям той поры публиковать рисунки, минуя контроль цензуры. К сожалению, эта свобода продолжалась недолго. Однако это был первый шаг к беспрепятственному распространению информации. В 1905 году народ смог наблюдать настоящий всплеск в карикатуре достойной своего имени».
 В это время особо проявились художники: Сергей Чехонин (1878, с. Лыкошино, ныне Калининской области — 23.2.1936, Лёррах) и Валентин Серов.
С 1908 по 1914 годы в Петербурге издавался журнал «Сатирикон» — там публиковалось много карикатур, в том числе и политических. В 1913—1918 гг. выходил журнал «Новый Сатирикон», издававшийся частью авторов старой редакции. После революции журнал был закрыт, большинство авторов оказались в эмиграции, оставшиеся — разошлись по советским изданиям, однако рамки карикатурных тем советской карикатуры сделались узкими.

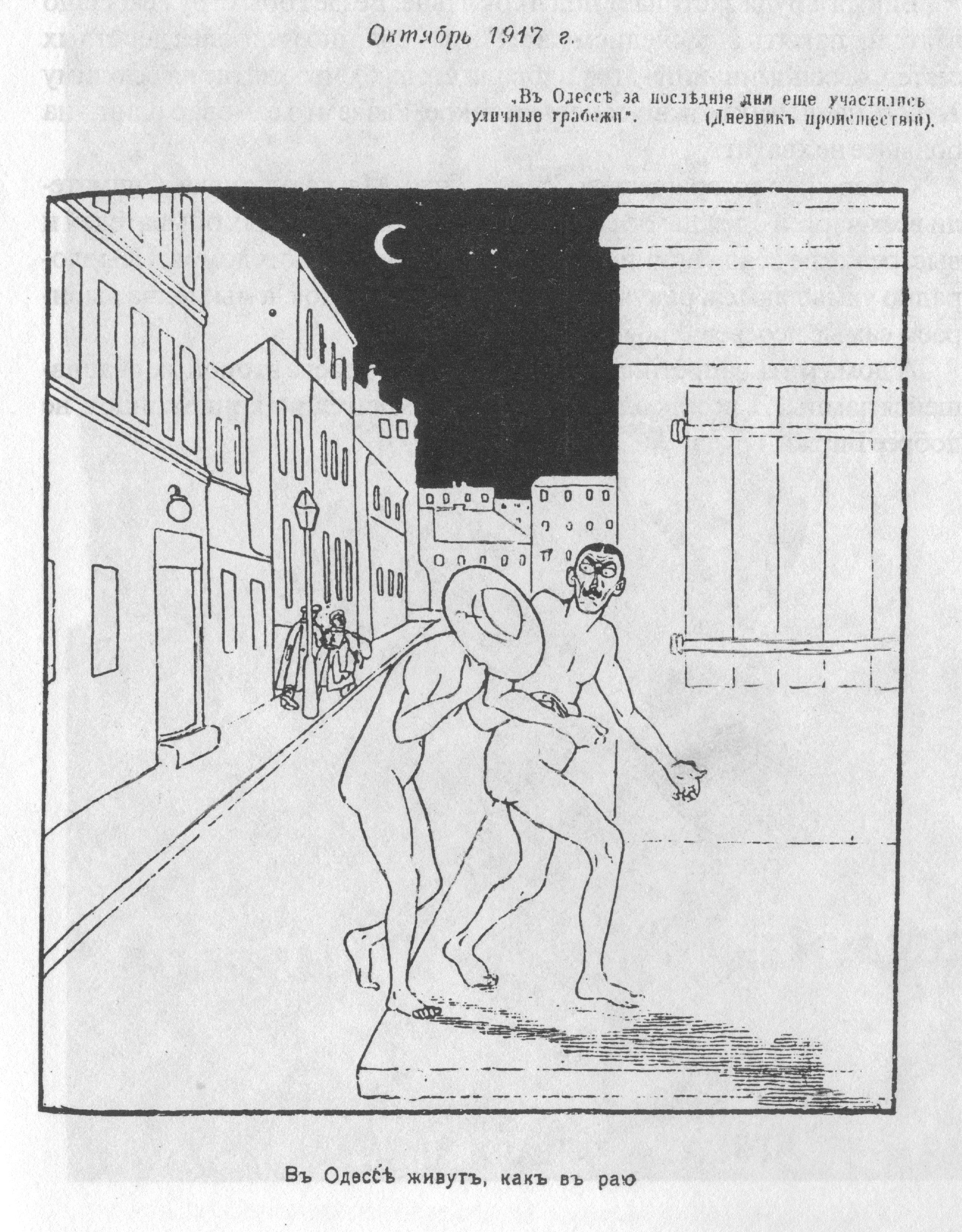
В Одессе живут, как в раю. Бандитизм на одесских улицах. Карикатура 1917 года
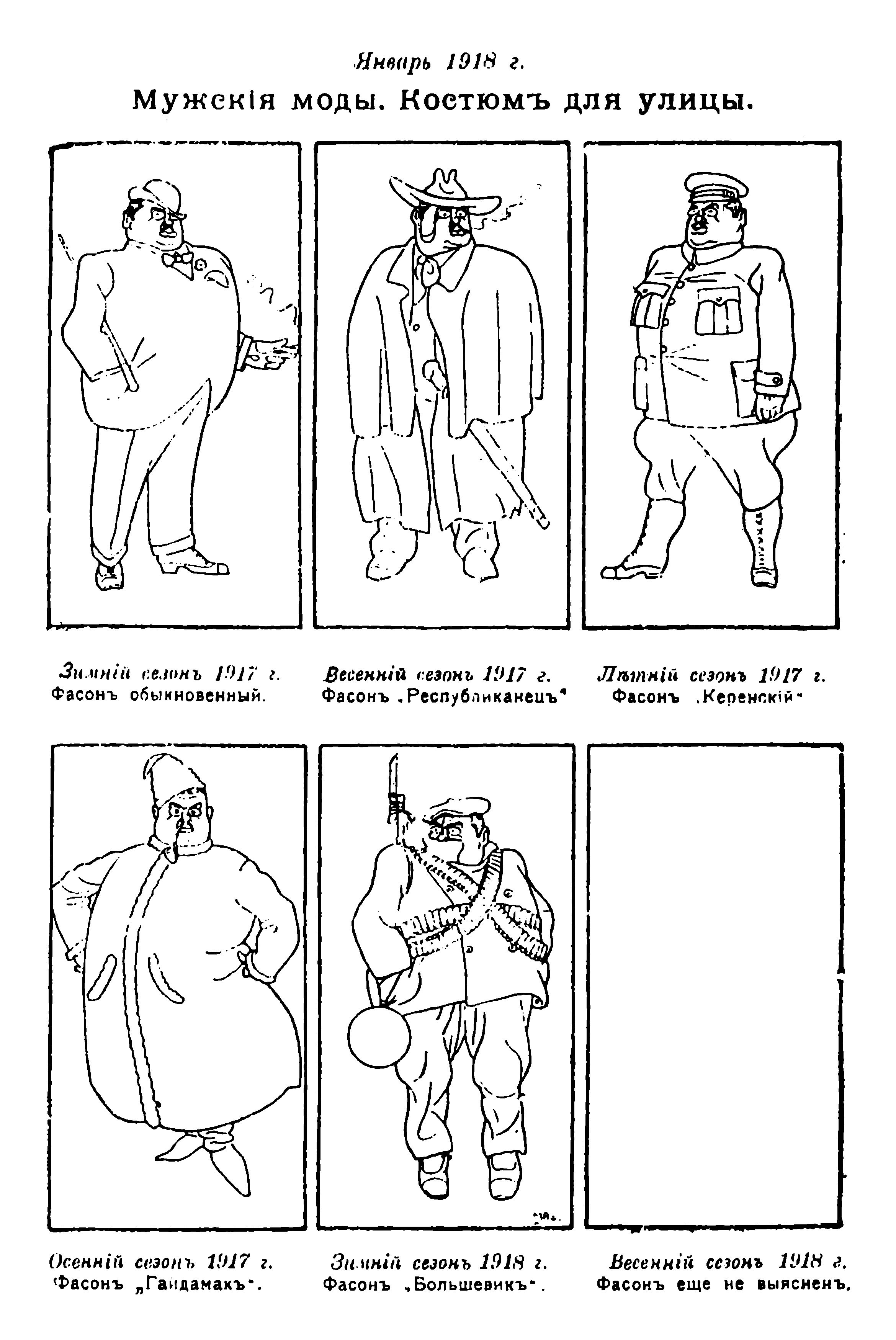
Мужския моды. Карикатура 1918 года
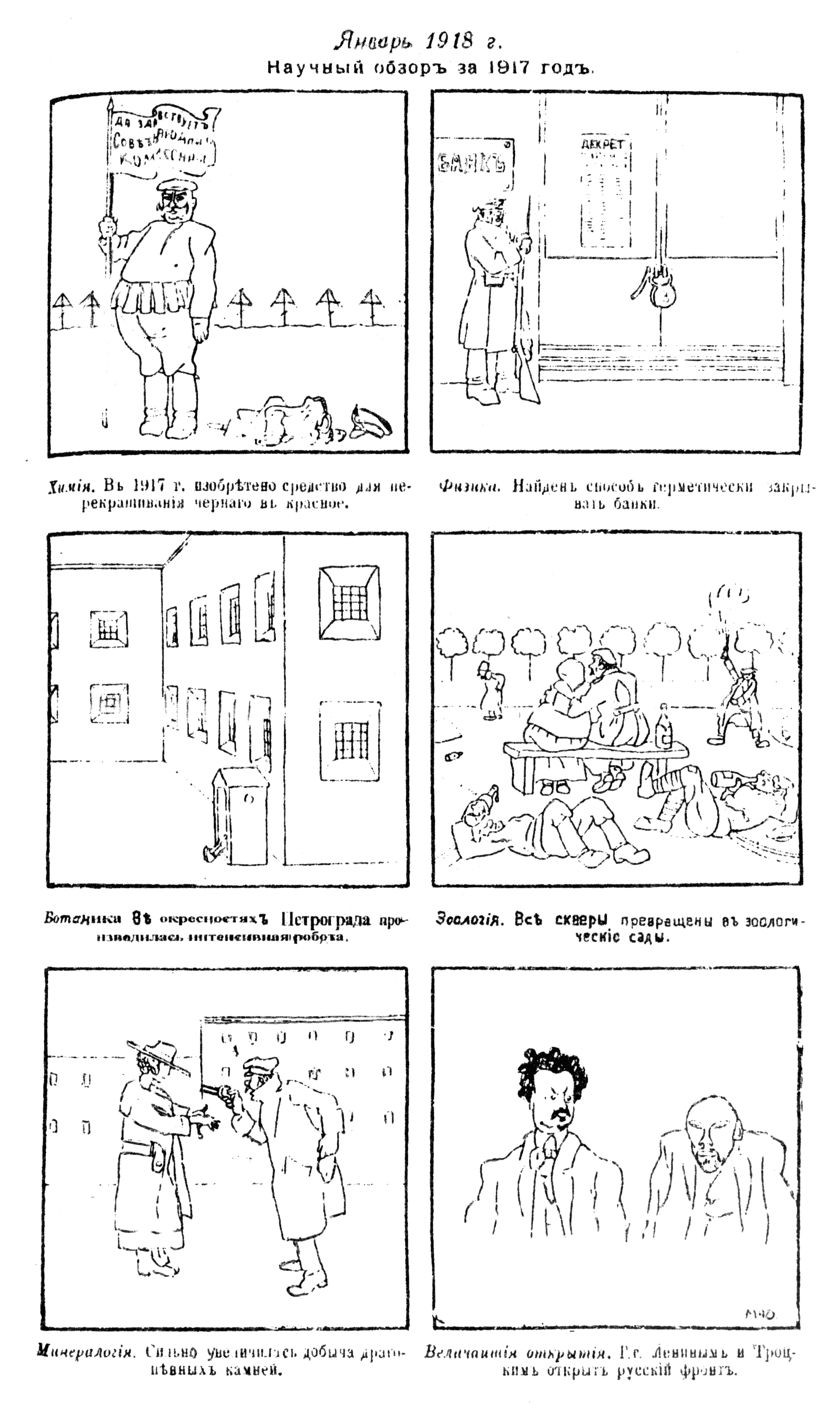
Одесский налётчик, «добывающий» драгоценные камни. Карикатура 1918 года

Хотя карикатура существует с древних времён, однако карикатура как искусство появилась не сразу. Первым признанным в Европе карикатуристом стал швейцарский художник и силуэтист Жан Юбер (1721—1786), особую известность получили его карикатуры на Вольтера, другом и постоянным партнёром в шахматы которого он был на протяжении многих лет. Девять картин художника из цикла «Вольтериада» приобрела для своей коллекции Екатерина II, среди них картина «Вольтер, играющий в шахматы с отцом Адамом», отмеченная мягкой иронией к себе самому, изображённому в качестве летописца повседневной жизни философа.

### В СССР
В СССР официальная карикатура служила политическим целям: борьбе с внешним врагом — капитализмом и с внутренними отдельными моральными недостатками общества строителей социализма, высмеивая тунеядство, пьянство, прогулы и тому подобное. Но наравне с официальной карикатурой всегда существовала подпольная, высмеивающая властные структуры, что не могла делать официальная.

Из книги: Карина Грет (Karine Greth) «Le dessin de caricature en Russe comme miroir des représentations», 2002—2003 Перевод представлен под адресу: http://www.cartoonblues.com/forum/viewtopic.php?f=3&t=4049): 
 «В Советском Союзе существовало разделение карикатуры на жанры — шарж, политика, злоба дня, портрет, хотя сама карикатура не была официально признана. Борис Ефимов, один из протагонистов карикатуры, полагал, что всякая карикатура в СССР была политической, а потому подразделялась лишь на две категории — для внутреннего употребления и международного».
Художник-карикатурист Владимир Мочалов в биографической книге «О себе и не только»: «…после 1922 года никаких шаржей и карикатур на больших руководителей в СССР не печатали. Официально говорилось, что главным источником всех несчастий в нашей стране являлся управдом. Ну, в крайнем случае — безымянный чиновник. Очень удобно — и власть делает вид, что к ней это отношения не имеет, и автор не репрессирован».
Карикатура в СССР, таким образом, была в первую очередь плакатная. Ещё в годы Гражданской войны Моор зарекомендовал себя в плакатной карикатуре, в частности, широко известна его работа Ты записался добровольцем?, а также серия карикатур, направленных на врагов Советской власти и чуждые советскому духу явления: Белое движение, Антанта, религия, публиковавшиеся в открывшемся новом советском журнале «Безбожник у станка».
Широко известны карикатурные агитплакаты первых лет советской эпохи в 1919—1921 гг. «Окна РОСТА», в работе над которыми участвовали: М. М. Черемных В. В. Маяковский, создававший как рисунки, так и подписи, Д. С. Моор, И. А. Малютин, А. М. Нюренберг, М. Д. Вольпин, П. П. Соколов-Скаля, Б. Н. Тимофеев, Л. Г. Бродаты, В. В. Лебедев, А. А. Радаков, Б. Е. Ефимов, Казимир Малевич, Аристарх Лентулов, Илья Машков, Кукрыниксы.
Спустя много лет художник-карикатурист Владимир Мочалов в биографической книге «О себе и не только» иронично скажет об этих художниках и их творчестве: «Недаром иностранные критики в эпоху СССР, восхищаясь работой наших карикатуристов, придумали феноменальный термин: „положительная сатира“!».
Годы НЭПа вывели много разных юмористических журналов, но их жизнь оказалась недолгой. В 1922 году начинают издаваться сразу несколько сатирических юмористических журналов: «Крокодил», «Смехач», «Заноза», чуть позже, в 1923 году — «Прожектор» (при газете «Правда») и ещё несколько. Там публикуется в основном литература для непритязательного чтения, далёкая от политики, не конфликтная, хотя и с осторожным приятием новой советской действительности: юморески, весёлые неприхотливые историйки, пародийные стихи и, конечно, карикатуры. Среди прочих карикатур в этих журналах публиковались и рисунки знаменитого театрального режиссёра, создателя Мастфора Николая Фореггера, который был ещё и художником. Но все эти издания стали исключением в советской периодике и очень скоро по решению властей были закрыты, с 1930 года «Крокодил» остался единственным общесоюзным сатирическим журналом. Советская карикатура очень быстро вернулась к политическо-плакатной форме.
Плакатность особо выросла во время Великой Отечественной войны, когда карикатура стала в какой-то степени орудием борьбы и средством патриотического поднятия духа. Известен плакат Моора начала войны «Все на Г» (Гитлер, Гиммлер, Геринг, Геббельс и русская буква Г с известным русским масштабным словом широкого смысла на эту букву и графической игрой в четыре эти буквы, сложившиеся в фашистский знак).
Необходимо также отметить работы в этой области Кукрыниксов. Кукрыниксы представляли собой творческий коллектив, возникший в начале 1920-х годов из трёх художников-графиков и живописцев: Михаил Васильевич Куприянов (1903—1991), Порфирий Никитич Крылов (1902—1990) и Николай Александрович Соколов (1903—2000). Их темой было гротескное злободневное освещение внутренней и международной жизни с позиций советского человека. Они являлись также авторами выполненных в форме карикатур иллюстраций и серии агитационных политических плакатов. Кукрыниксы стали классиками советской политической карикатуры, которую понимали как орудие борьбы с политическим врагом, и совершенно не признавали иных веяний в искусстве и в карикатуре, проявившихся в полной мере в первую очередь в новом формате «Литературной газеты» (отдел юмора «Клуб 12 стульев»). Все трое за свои достижения получили звания, стали действительными членами АХ СССР, народными художниками СССР (1958), Героями Социалистического Труда.
Через много лет, уже после завершения советской эпохи, с разоблачительными статьями против ещё одного очень известного художника того же плакатного жанра Бориса Ефимова не раз выступал художник следующего поколения Михаил Златковский: «Что за времена такие на дворе, когда „палач от карикатуры“ раз за разом, ничтоже сумняшися, испрашивает себе награду ещё и ещё за свои неправедные дела?!» Дальше идут обвинения в адрес Бориса Ефимова во всех тяжких грехах. Личность старейшего карикатуриста, прожившего более 100 лет, безусловно, требует непростого отношения и многого осмысления, но это человек, сумевший вырваться из своего прошлого и понять и принять новую волну карикатуры следующего поколения, разительно отличавшуюся от привычных понятий первой половины XX века. (А причиной пафоса Златковского стал тот факт, что Ефимов назвал самым лучшим отечественным карикатуристом не Златковского, а Пескова — что широко известно, но не зафиксировано, поскольку Интернета в то время ещё не было.) (в подтверждение этого: https://www.youtube.com/watch?v=46faB63HYAA Златковский рассказывает о «плохих художниках-двоечниках» Пескове и Бахчаняне, которые на самом деле выдающиеся мастера).
Время хрущёвской оттепели открыло новые возможности для расширения сферы деятельности официальной советской карикатуры, но всё это с окончанием хрущёвской оттепели закончилось так же быстро, как и началось. Тем не менее, какое-то движение в разнообразии всё-таки наметилось. Внутренней политической карикатуры официально не было, а единственная область советской жизни, которая подвергалась осмеянию — сфера обслуживания.
Однако 1 января 1967 года по решению ЦК КПСС «Литературная газета» приобрела новый формат, главным редактором был назначен Александр Чаковский, и появился юмористический раздел «Клуб 12 стульев», который возглавили Виктор Веселовский и Илья Суслов.

Из книги: Карина Грет (KARINE GRETH) «LE DESSIN DE CARICATURE EN RUSSIE COMME MIRROIR DES REPRESENTATIONS», 2002—2003: 
«В этой обстановке, происходит и маленькая революция в мире советской прессы: в январе 1967 года на 16 странице „Литературной Газеты“ создаётся новая рубрика — „12 стульев“. Этот клуб имел огромное значение для карикатуры, так как предлагал новые и смелые для того времени темы. В первом январском номере за 1967 год на знаменитой шестнадцатой полосе можно было прочесть: „Мы хотим разнообразить репертуар нашего клуба, а потому мы предлагаем вам публиковать вещи не только смешные, но и иронично-умные. Участник клуба 12 стульев должен принадлежать к одной из двух категорий — либо быть членом союза писателей (художников) либо не быть членом ни того ни другого. Все другие кандидатуры даже не рассматриваются“. С этого момента редакции „Литературки“ разрешается публиковать тексты и рисунки намного более колкие, чем когда-либо раньше. Самое поразительное в этой истории — что такое разрешение было дано лишь одному изданию, так как газета была адресована к интеллигенции, а руководство страны начало понимать необходимость отдушины для этой категории читателей».(http://www.cartoonblues.com/forum/viewtopic.php?f=3&t=4049&sid=a2f9f40c059c0839b2fd276f9d8a2007&start=15) 
Это были великие преобразования и новшества, на которые немедленно откликнулись молодые художники. Только там в то время новая плеяда молодых карикатуристов под рубрикой «Чудаки» ушла от политико-морального назидательства, сделав советскую карикатуру тонкой, философичной, где весёлость граничила с трагизмом. Именно сопричастность и трагическое мироощущение в отечественной карикатуре в конце 1960-х — начале 1970-х годов, немыслимые в работах начала века, позволили полностью уйти к созданию совершенно нового вида карикатуры. Не бичевание пороков персонажей, а душевность и теплота стали основой жанра. Эта карикатура получила название «новой волны». В «Клубе 12 стульев» работали четыре штатных художника-карикатуриста, знаменитую «великолепную четвёрку» составили: Виталий Песков (1944—2002) (ставший безусловным лидером отечественной карикатуры и начавший именно в «ЛГ»), Вагрич Бахчанян (1938—2009), Владимир Иванов (1944—1978) и Игорь Макаров (р. 1944). Эти карикатуристы нашли язык иронии и сарказма для передачи современного общества, постепенно перенаправляя остриё пера во внутрисоциальную сторону. Они ушли от, казалось бы, главного в карикатуре — осмеяния. Их работы обрели символику, мудрость и философичность, а злободневность рисунков первой половины XX века сменилась внешней безобидной весёлостью и болью за этот столь несовершенный мир. Появились и другие карикатуристы, шедшие той же стилистикой: Олег Теслер, Василий Дубов, Валентин Розанцев, Михаил Златковский, Андрей Бильжо, Сергей Тюнин, Игорь Копельницкий, Игорь Смирнов и другие. И хотя на страницах «Литературной газеты» публиковалось то, что никогда бы не прошло цензуру Главлита в других советских изданиях, полной свободы не было и там. Карикатура новой волны постоянно должна была бороться за своё существование.
Из интервью редактора газеты «Утюг» Валентина Розанцева «Московскому комсомольцу»: Валентин Розанцев(1939—2010):
« — Расскажите, пожалуйста, как начиналась альтернативная отечественная карикатура соц-арта? Какие у вас корни, связи, история? Как начинали? Как складывались взаимоотношения с официозом?
— Я не совсем понимаю сам этот термин — соц-арт, всё было проще. Карикатура бывает социальной, экономической, политической — какой угодно. „Крокодил“, например, — это карикатура, за которую платит деньги тот самый аппарат, который курирует этот журнал. Карикатуры о том, насколько у нас плохие дороги, сломанные коровники, пьяницы-прогульщики, — весь набор заезженных тем. которые разрешены, продиктованы и добросовестно отрабатываются. Думаю, на своём уровне они это делают честно.
Карикатура та — если хочешь, называй её „соц-арт“ — чуть-чуть помоложе, чем крокодильская, эта волна возникла в начале семидесятых годов, когда появились такие малознакомые имена, как Бахчинян, Песков, Иванов, Макаров, чуть-чуть позже — Феликс Куриц, ещё чуть позже — Розанцев, Тюнин, потом Златковский, Смирнов, остальные. Но семидесятые начинались с „Литературной газеты“. Карикатура того периода была рождена польской школой. „Шпильки“ к нам приходили регулярно, это была одна из питающих сред. Второй привходящий момент — косяк международных конкурсов. Притом что у нас в это время не было ничего — в лучшем случае „Крокодил“ проводил раз в три, в четыре года „Сатиру в борьбе за мир“, где собиралась обычная нормальная карикатура: кровавые псы империализма, голуби мира… Другого не было. „ЛГ“ была замечена югославами, и они, а за ними и габровцы, и другие начали активно присылать конкурсные приглашения. Если первые посланные картинки шли „на ура“, то потом — таможня, почтамт, душиловка, петли всякие, возвращение работ, не пропускали, теряли, задерживали. Хотя никто не понимал, зачем, почему — вроде, как не положено, вроде бы там работали какие-то инструкции.»(https://web.archive.org/web/20100921012341/http://cartoonia.net/index.php?option=com_content&task=view&id=18&Itemid=55)

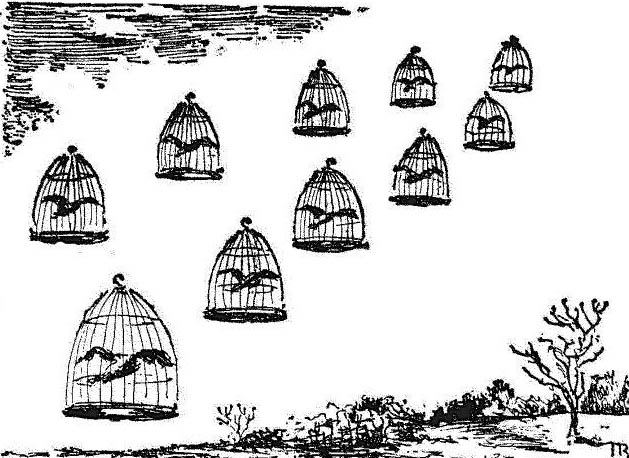
Карикатура Виталия Пескова

Вдова одного из самых крупных карикатуристов новой волны Виталия Пескова вспоминала в мемуарной книге-альбоме («Виталию от Ирины. Памяти художника Виталия Пескова», Mir Collection NY, 2007, ISBN 1-893552-50-0; сокращённый вариант книги и ещё рисунки см. здесь), написанной в форме письма умершему мужу: «Когда в „Литературной газете“ появилась твоя картинка с изображением стаи птиц, летящей в клетках (моя любимая картинка, ты повторил этот рисунок для меня. Нарисовал на тёмной бумаге — другой не было. Вернее, немножко было — её тебе для работы доставал в специальном магазине старейший карикатурист Борис Ефимов — но не тратить же её на нас!), совсем высокое начальство позвонило меньшему и по телефону изрекло: баланс надо соблюдать! Если публикуете такое, то рядом должно быть и другое, балансирующее…»

Карина Грет (KARINE GRETH. «LE DESSIN DE CARICATURE EN RUSSIE COMME MIRROIR DES REPRESENTATIONS», 2002—2003) заключает рассказ об эпохе советской карикатуры: 
«Итак, с 1968 по 1988 гг. клуб „12 стульев“ был единственным местом, где можно было найти настоящую карикатуру. Неформальные клубы образуются с начала 70-х годов: карикатуристы новой волны часто собираются на квартирах, чтобы поделиться новыми идеями, показать свои работы, пообщаться и даже попытаться организовать тайные выставки». 
Неофициальная карикатура, как и любое другое проявление инакомыслия, в СССР незамедлительно каралась. Одним из таких неформальных карикатуристов являлся Вячеслав Сысоев (1937, Москва — 2006, Берлин), участвовавший в неофициальных, неразрешённых цензурой выставках и активно публиковавшийся на Западе, в результате чего арестованный, как значилось в документах, за «распространение порнографии».

#### Выставки
Одними из первых в СССР выставок художников-карикатуристов стали проходившие в Воронеже в 1986—1989 годах I, II и III Всесоюзные выставки карикатуры. Организатором выставок являлся созданный воронежским карикатуристом Иваном Анчуковым http://www.anchukov.ru Клуб карикатуристов «ШЕДЕВР». В выставках принимали участие художники-карикатуристы из Алма-Аты, Бахчисарая, Бендер, Брно (ЧССР), Вильнюса, Владивостока, Волжского, Воронежа, Днепродзержинска (ныне Каменское), Днепропетровска (ныне Днепр), Донецка, Дубны, Еревана, Железноводска, Запорожья, Ивантеевки, Казани, Калининграда, Каунаса, Киева, Кишинёва, Краснодара, Ленинграда (ныне Санкт-Петербург), Минска, Москвы, Новосибирска, Омска, Перми, Петрозаводска, Риги, Ростова-на-Дону, Рыбницы, Самарканда, Свердловска (ныне Екатеринбург), Солнечногорска, Ставрополя, Таллина, Уфы, Фрунзе (ныне Бишкек), Харькова, Челябинска, Черновцов, Шауляя. Всего более 200 художников-карикатуристов. По итогам выставок выпускались каталоги с карикатурами участников.

### В Российской Федерации
С окончанием советской власти и цензуры границы карикатурных тем были упразднены. Любые темы были открыты. Сразу же самое большое распространение получила политическая карикатура. Карикатуры на политических советских и российских деятелей заполонили все газеты и журналы. Особенно много карикатуристами использовался образ Жириновского. Появились новые темы для карикатур: олигархи, криминал во власти, коррупция, новый взгляд на политическую борьбу, новые социальные проблемы.

### Музеи карикатуры и юмора
- Британский архив карикатур, расположенный в Университете Кента[англ.].
- В 2011 году в Воронеже открылся музей юмора «Весёлая лестница», созданный карикатуристом Иваном Анчуковым. Экспозиция включает карикатуры, коллажи, плакаты, образцы рекламы.

## Европа
В 2005—2006 годах карикатуры на Мухаммеда, напечатанные в одной из датских газет, стали причиной карикатурного скандала.

## Латинская Америка
Энрике де Соуза Филью, широко известный как Хенфил Henfil, был бразильским карикатуристом, карикатуристом, журналистом и писателем, родившимся в Рибейрао-дас-Невес, штат Минас-Жерайс.
Он был автором сатирической газеты «O Pasquim», которая начала выходить в ответ на цензуру прессы в Бразилии после военных репрессий в декабре 1968 года. В 1970 году он опубликовал комикс «Os Fradinhos» («Монахи»). Это был первый бразильский комикс, изданный в других странах.